# Свала Бјоргвинсдоутир
Свала Бјоргинсдоутир (исл. Svala Björgvinsdóttir; Рејкјавик, 8. фебруар 1977) исландска је поп певачица. Најпознатија је по песми The Real Me, са њеног истоименог албума. Она је узела уметничко име Кали након што се придружила групи Steed Lord. Представљаће Исланд на Песми Евровизије 2017. у Кијеву са песмом Paper.

## Дискографија

### Соло албуми
- 2001. —
- 2005. —

### Са бендом Steed Lord
- 2008. —
- 2010. —
- 2012. —